# Brian Kennedy (producent)
Brian Kennedy Seals är en amerikansk låtskrivare, musikproducent och musiker från Kansas City, Kansas, USA. Kennedy blev snabbt uppmärksammad då han medverkade som producent åt Ciaras album, Ciara: The Evolution (2006). Sedan dess har han jobbat med stora artister så som Brandy, Chris Brown, Jennifer Hudson, Jesse McCartney, Rihanna, BoA, Cheryl Cole, Backstreet Boys och Westlife.
Brian Kennedy vann, 2009, en Grammy Award för sitt arbete och mottog ytterligare två nomineringar. Han är även grundare och ägare till Classik Recording Studio i södra Kalifornien. 